# دانشگاه آزاد اسلامی واحد یزد
دانشگاه آزاد اسلامی یزد یا دانشگاه آزاد اسلامی یزد یا دانشگاه آزاد یزد، اولین مرکز آموزش عالی استان یزد می‌باشد. همچنین این دانشگاه از حیث کمی نیز در وسعتی به اندازه ۱٫۲ کیلومتر مربع واقع در منطقه جنوب یزد واقع شده‌است.
این دانشگاه در همسایگی درمانگاه شاه ولی و ورودی خوابگاه دختران دانشگاه یزد و در فاصله کمی از پردیس علوم انسانی دانشگاه علم و هنر یزد واقع شده‌است.
دانشگاه آزاد یزد در حال حاضر ۲۰۲ رشته در تمامی مقاطع از کاردانی تا دکتری عمومی و دکتری تخصصی دانشجو می‌پذیرد.
این دانشگاه دارای آزمایشگاه‌های متعدد و مقالات و همایش های بسیار زیادی است.

## صفر شدن شهریه دانشجویانی که ازدواج می‌کنند
حمیده رسولی مشاور رئیس دانشگاه آزاد اسلامی استان یزد گفت: «در این مرکز آموزشی شهریه دانشجویانی که ازدواج می‌کنند، در مقاطع کارشناسی صفر و در مقطع کارشناسی ارشد با ۵۰ درصد تخفیف محاسبه می‌شود.»